# Laguna de las Garzas

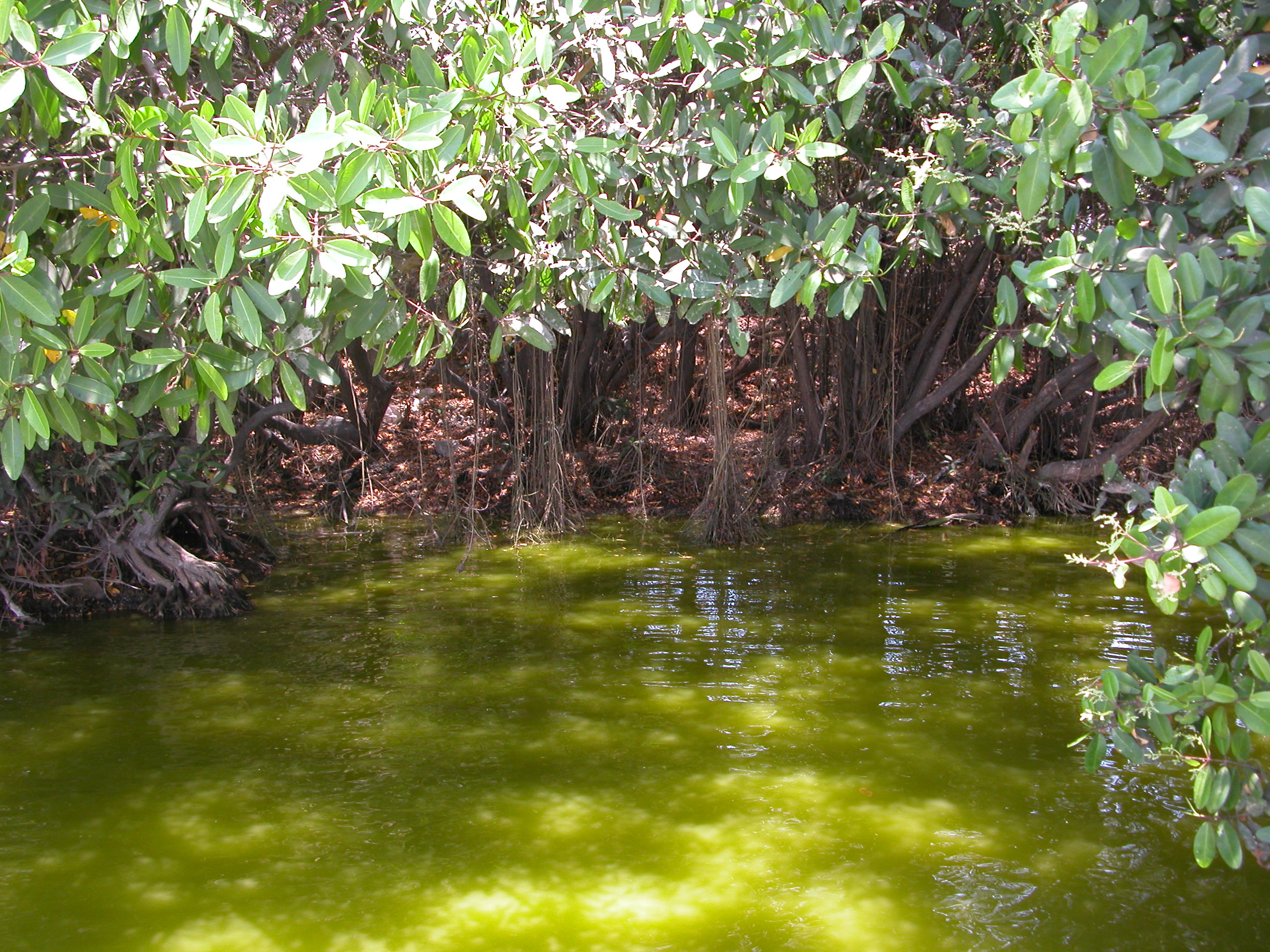
Manglares en la Laguna de las garzas.

La Laguna de las Garzas es una laguna que se encuentra en Manzanillo y alberga una gran cantidad de biodiversidad, tanto de peces como de aves por su gran cantidad de manglares que posee, pues actualmente tiene 207 hectáreas de la misma. 

## Galería

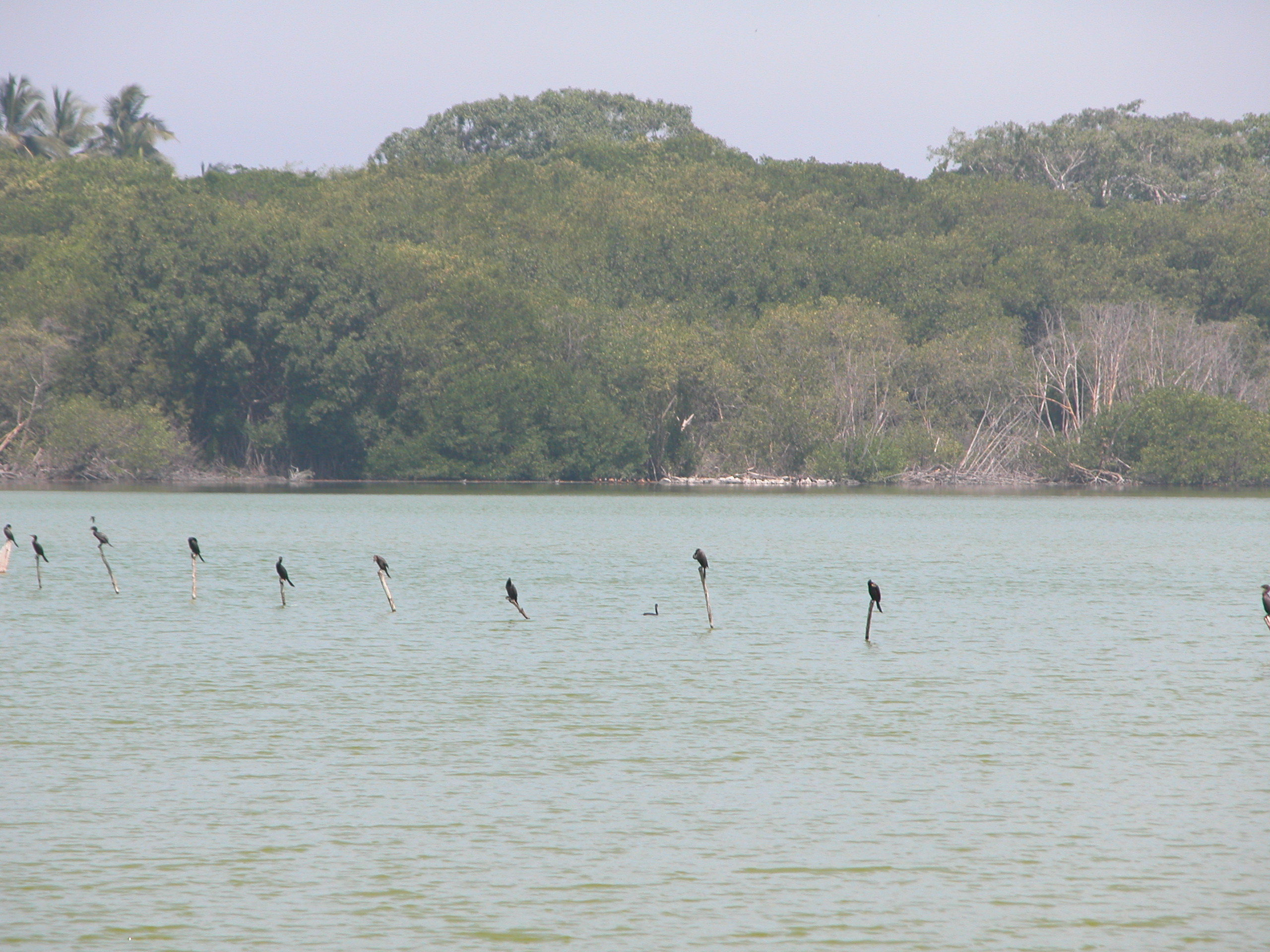
Vista 1
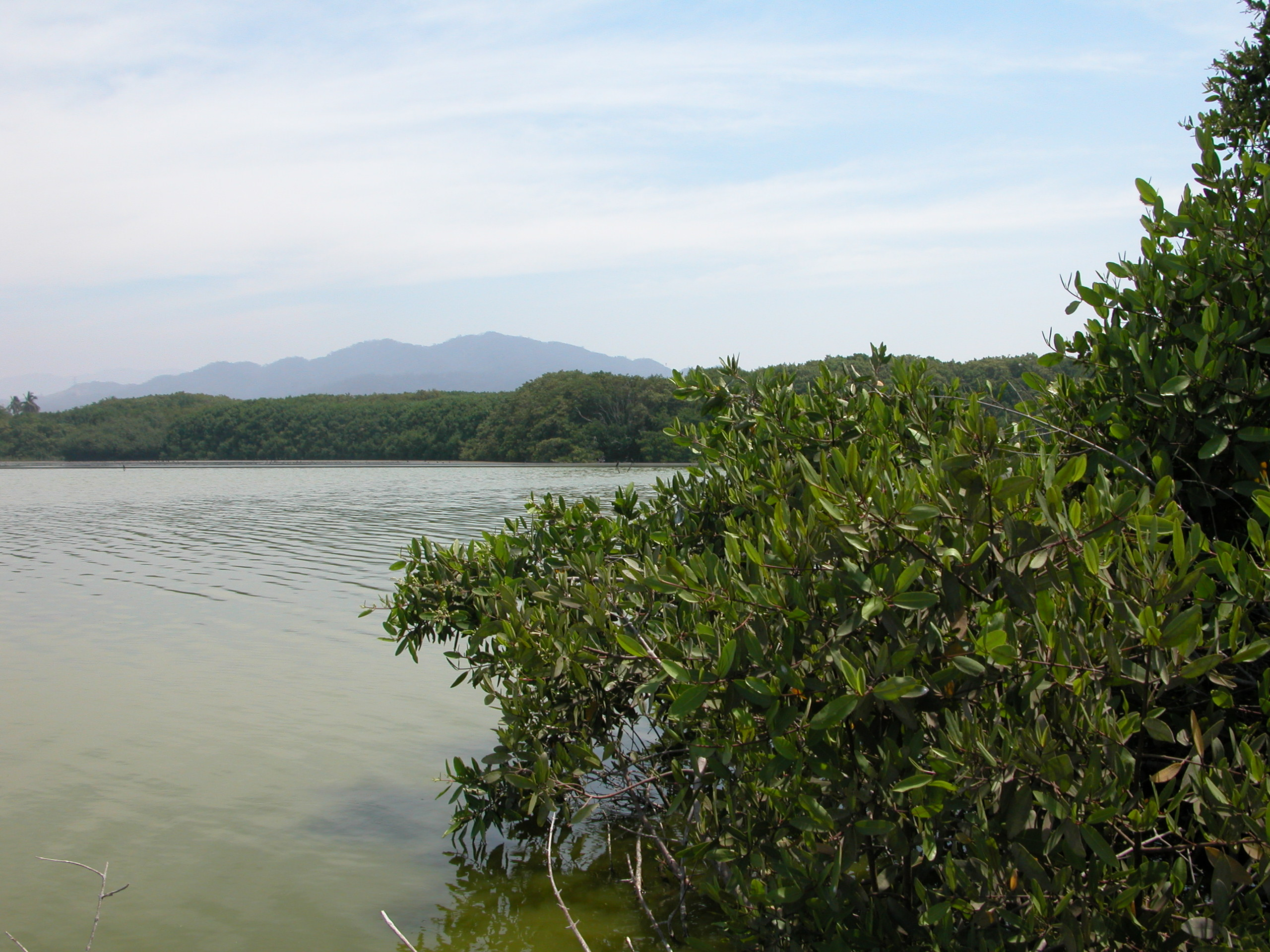
Vista 2
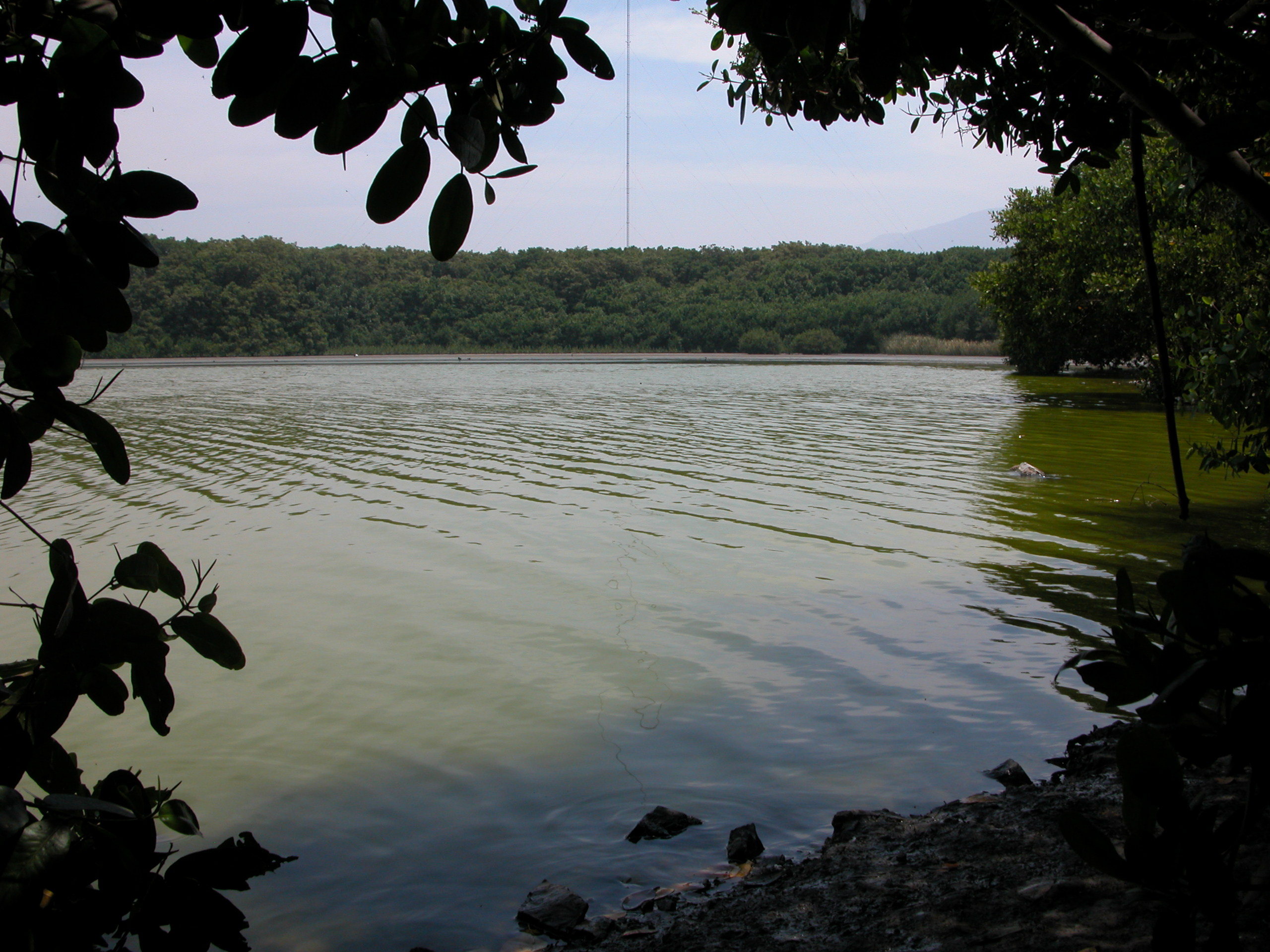
Vista 3

- Datos: Q5969277